# Вероніка Пензарєва
Вероніка Пєнзарєва (нар. 9 жовтня 2006, м. Біла Церква) — українська легкоатлетка, що спеціалізується на стрибках у довжину . Переможниця Всесвітніх шкільних спортивних ігор 2021 (Сербія) . Особистий рекорд у стрибку— 5,58 м. 

## Біографія
Знайомство зі спортом у Вероніки розпочалося з самого дитинства. Завдяки батькові-спортсменові, у легку атлетику Вероніка потрапила у віці 7 років. У 2021 році переїхала жити, навчатися та тренуватися до міста Бровари. На час війни, тимчасово знаходиться у Греції.

## Популярність
Незважаючи на свій юний вік, Вероніка вже зараз є однією із найпопулярніших українських спортсменок. Число читачів в Instagram вже майже 200 000.